# 翔和学園
翔和学園（しょうわがくえん）は、東京都中野区中野坂上駅付近にある特定非営利活動法人。発達障害やそれに類似する苦手さをもつ若者たちに特別支援教育を実施している。

## 団体の目的
団体の目的は、社会性を学ばせることにより、集団生活を送る力を身につけさせること。定款には、発達障害児・者、不登校・引きこもりの方々およびその家族に対して、学力および社会性を身につけるための療育・教育施設の設置・運営に関する事業、カウンセリング及び相談・支援に関する事業、障害者自立支援法に基づく障碍福祉サービス事業などを行い、発達障害児・者、不登校・ひきこもりの方々とその家族の生活の質の向上と福祉の増進を図り、広く公益に寄与することを目的とするとある。

## 沿革
- 1999年 - グローバルアカデミー（現・翔和学園大学部）として創立。
- 2002年 - グローバルアカデミーを「ステップアップアカデミー」に改称。特別支援教育をはじめる。
- 2004年 - 翔和学園高等部を開設。
- 2006年 - 翔和学園小中学部を開設。
- 2007年 - ステップアップアカデミー、翔和学園高等部、翔和学園小中学部の3部門を「翔和学園」に統合し、特定非営利活動法人として事業を開始。
- 2011年 - 就労移行支援事業所「ワークセンター翔和」を開設。
- 2014年 - 長野翔和学園（大学部・高等部）開設。「長野県発達障がい教育相談窓口」を設置（長野県委託事業）[3]。

## 翔和学園グループの体制
- 翔和学園大学部
- 翔和学園小中学部・高等部
- ワークセンター翔和
- 長野翔和学園
- 翔和学園学習クラブ
- 翔和学園囲碁教室[4]